# Notre-Dame des Marches

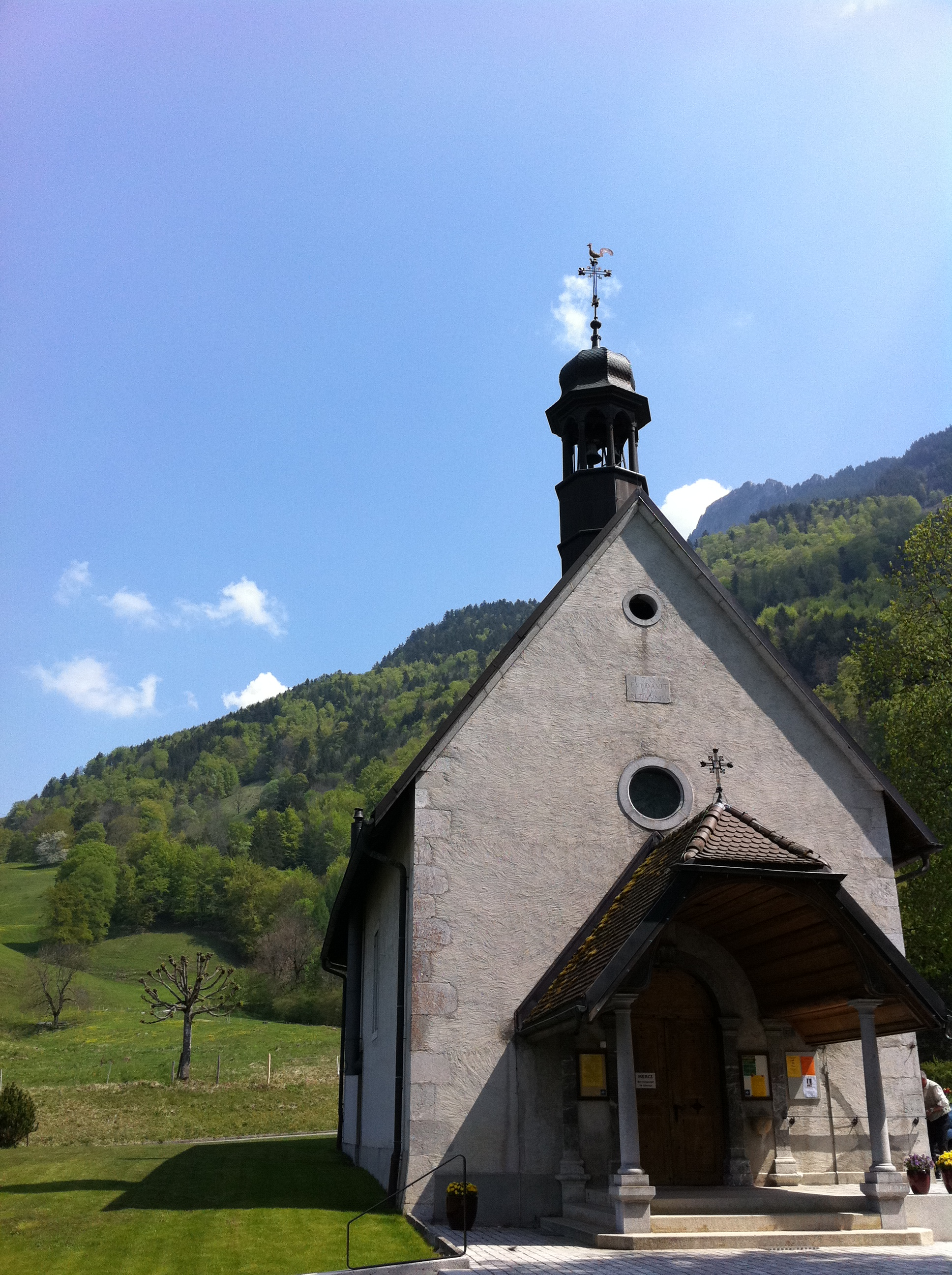
Notre-Dame des Marches

Die römisch-katholische Marien-Wallfahrtskapelle Notre-Dame des Marches (im örtlichen Dialekt Nouthra Dona di Maortsè) befindet sich bei Broc im Kanton Freiburg (Greyerzbezirk) in der Schweiz. Sie ist ein Schweizer Kulturgut von nationaler Bedeutung. Sie gehört zur Pfarrei Broc im Bistum Lausanne, Genf und Freiburg.
Die Kirche ist südlich vom Dorf am Fusse der Dent de Broc gelegen. Das Schloss Greyerz ist von der Kirche aus gut sichtbar.
Im 13. und 14. Jahrhundert waren eine Leproserie und ein Oratorium in Betrieb. Zahlreiche Votivbilder (ab 1636) mit Bedankungen für Heilungen bedecken die Wände der Kirche. Die Kirche datiert von 1704. Zur 300-Jahr Feier anlässlich der grossen Wallfahrt im Frühling 2005 wurden grosse Renovationsarbeiten durchgeführt. Im Mai jedes Jahres findet jeweils eine Kranken-Wallfahrt mit über 800 Personen vor allem aus der Westschweiz statt und im September eine Herbst-Wallfahrt.